# Nationale tentoonstelling voor huisvlijt

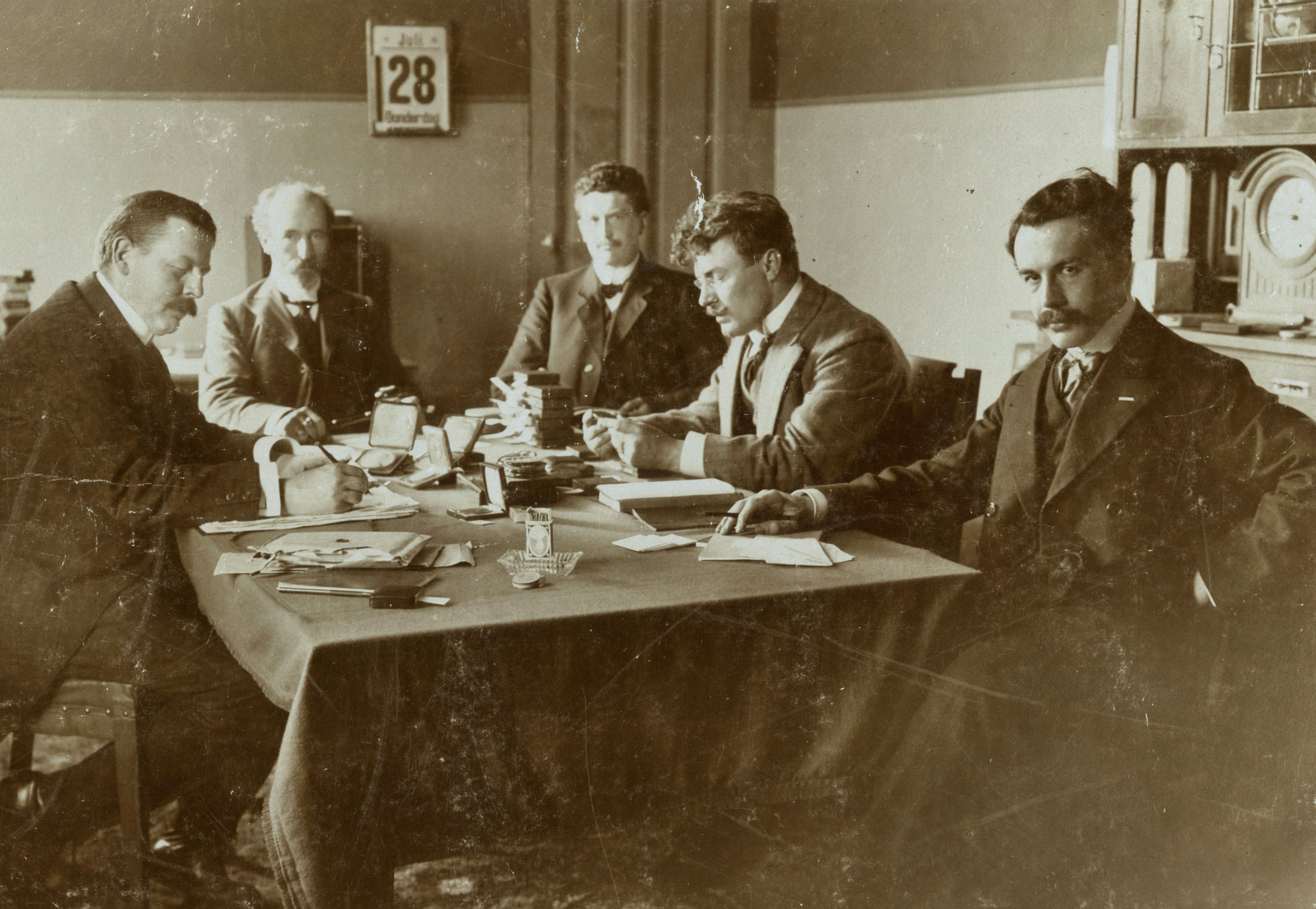
Leden van de jury supérieur (bestuur der jury's), v.l.n.r. secretaris W. baron Snouckaert van Schauburg, voorzitter F.W.J.G. Snijder van Wissenkerke, G.J. Blees Kzn., beeldhouwer Toon Dupuis en journalist Henri van der Mandere.

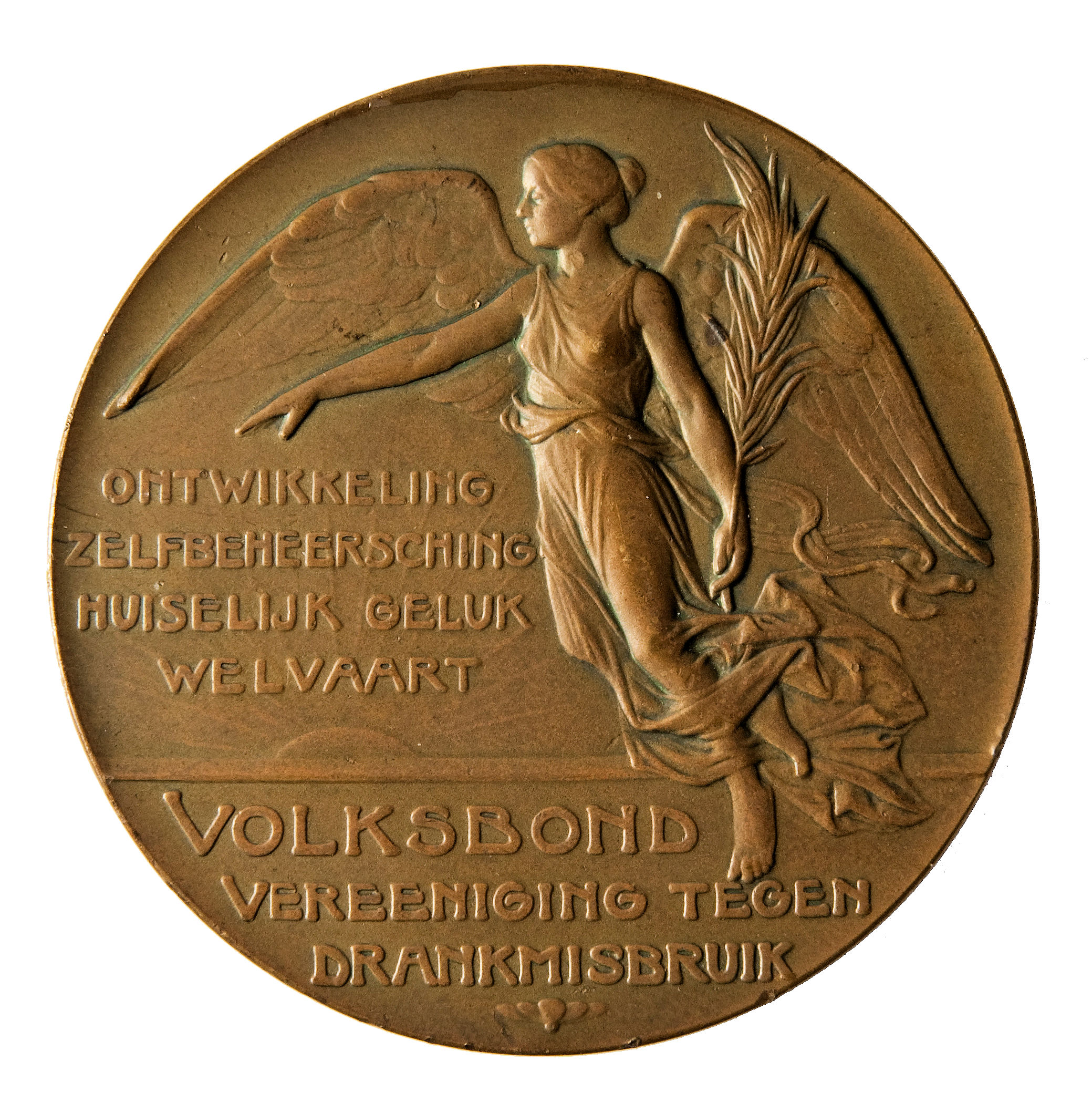
Penning van de Volksbond, toegekend aan het hoofdbestuur van de tentoonstelling.

Nationale tentoonstelling voor huisvlijt, ook Nationale Huisvlijt Tentoonstelling, was een tentoonstelling die van half juli tot eind september 1910 werd gehouden aan de Nieuwe Parklaan in Scheveningen. 

## Achtergrond
De Volksbond tegen Drankmisbruik zag het bevorderen van huisvlijt als een middel om drankmisbruik tegen te gaan. Zoals W.C. van Haeften, algemeen secretaris van de Volksbond, in zijn inleiding op de tentoonstellingscatalogus schreef: "Overtuigd, dat een groot deel van het drankmisbruik wordt veroorzaakt doordat de menschen, niet de kunst verstaande hun vrijen tijd te benutten, in ledigheid dien tijd verbeuzelen, nam de Volksbond de bevordering der Huisvlijt in zijn werkprogram op en ook hij riep een aantal cursussen in 't leven." Nadat op lokaal niveau sinds 1905 al meerdere tentoonstellingen waren gehouden, was het tijd voor een nationale tentoonstelling. In 1908 werd een uitvoerende commissie ingesteld, die zich bezighield met het organiseren en samenstellen van de tentoonstelling. Algemeen voorzitter werd prof. S.D. van Veen, algemeen secretaris was de journalist H. van der Mandere. Prins Hendrik was erevoorzitter van de tentoonstelling. Het tentoonstellingsaffiche gemaakt door de kunstenaar Jan Franken.
Doel
Het doel van de tentoonstelling was:
ten eerste, daadwerkelijk te toonen de opvoedende en sociale kracht van huisvlijt, onder welker voortbrengselen alleen wordt verstaan datgene, wat door lieden, die reeds op andere wijze een middel hebben om in hun voornaamste levensonderhoud te voorzien, wordt gemaakt met het doel hun vrijen tijd ernstig en aangenaam, ook voordeelig te besteden;
ten tweede, te laten zien de groote ontwikkeling die de huisvlijt in Nederland reeds heeft bereikt, daardoor onderlinge leering te kweeken en den lust voor dezen arbeid te doen ontstaan, waar hij nog ontbrak of niet voldoende aanwezig was;
ten derde, te strekken tot krachtig middel van propaganda voor den Volksbond en zijn arbeid in het bijzonder en voor het werk der drankbestrijding in het algemeen.
ten vierde, te trachten, zoo de financiën dat toelaten en er de technische mogelijkheid voor openen, uit de tentoonstelling zelve ten dienste van den Volksbond, een kerncollectie samen te stellen, welke in den zin van verplaatsbaar museum zal kunnen worden aangewend, dit laatste na afloop der tentoonstelling nader door de algemeene commissie te besluiten en te omschrijven.
Er werd niet geheimzinnig gedaan dat de Volksbond huisvlijt als propagandamiddel inzette, er werd op de tentoonstelling zelf een speciale afdeling aan gewijd. Aan het eind van de tentoonstelling werden de kamers van twee gezinnen getoond, waarbij het warme en huiselijke van het gezin dat wel aan huisvlijt deed tegenover de ellendige toestand van een ander gezin werd verbeeld. De recensent van De Hollandsche Lelie schreef hierover: "De gezegende invloed van de huisvlijt spreekt hier duidelijk. Sociaal en economisch, omdat zij krachtig maakt, gelukkig en rijk naar binnen degeen die haar beoefenen; ethisch, omdat zij het beste voorbeeld geeft, dat denkbaar is voor de jeugd; moreel, omdat zij leert, dat zelfs door het meest onaanzienlijke nimmer tijd verloren is, maar in bezigheid werd doorgebracht."
De tentoonstelling werd op 12 juli 1910 geopend, waarbij Syb Talma, minister van Landbouw, Nijverheid en Handel, een openingsrede hield.

## Tentoonstelling
Er werd een terrein ingericht aan de Nieuwe Parklaan, hoek Stevinstraat, waar naar een ontwerp van architect J.D. Looyen een tijdelijk tentoonstellingsgebouw werd opgetrokken. In het gebouw werden twaalf afdelingen ingericht, waarvoor voorwerpen van huisvlijt konden worden ingezonden. De ruim 16000 inzendingen werden beoordeeld door jury's, waarbij zij onderscheid maakten tussen inzendingen van vaklieden, mannen en vrouwen (geen vaklieden) boven de 16 jaar, de jeugd van 12 tot 16 jaar en een aantal die zonder mededingen meededen. Koningin Wilhelmina en prins Hendrik stelden zilveren medailles beschikbaar voor winnaars in de categorieën houtsnijwerk en houtsnij-beeldhouwwerk (afdeling IV). Naast onder meer borduurwerk, poppen, scheepsmodellen en schilderijen werden een klok gemaakt van scherven, een 'schilderij' van postzegels en een met luciferhoutjes gebouwde Domtoren ingezonden. Naast de opstelling van voorwerpen werden er demonstraties gegeven en lezingen gehouden. Op het buitenterrein stond een Zaanse stellingmolen, waar een jongeman van zijn 14e tot zijn 18e jaar aan had gebouwd.

### Afdelingen
- Afdeling I: Oorsprong, geschiedenis en ontwikkeling van de huisvlijtbeweging in Nederland, met aandacht voor literatuur en leermiddelen en voor huisvlijt in de reclame. Op de afdeling was een replica te zien van het Czaar Peterhuisje.
- Afdeling II: Een moderne huisvlijtschool met openbare les, en nieuwste hulpmiddelen.
- Afdeling III: Huisvlijtproducten uit vroegeren tijd.
- Afdeling IV: Hout- en metaalbewerking.
- Afdeling V: Papier-, leer- en beenbewerking en riet-, touw- en strovlechtwerk.
- Afdeling VI: Nuttige en fraaie handwerken.
- Afdeling VII: Tekenkunst, schilderkunst, fotografie, projectie, boetseer- en kleiarbeid.
- Afdeling VIII: Varia, die niet onder de andere afdelingen vallen, zoals postzegelarbeid ter versiering van gebruiksvoorwerpen, scherfwerk, en alle versieringsarbeid uit kosteloze grondstoffen.
- Afdeling IX: Verzamelingen, waaronder natuurhistorische verzamelingen en verzamelingen van zegels, munten en handtekeningen.
- Afdeling X: Inzendingen van instellingen of bijzondere personen.
- Afdeling XI: Huisvlijtproducten uit de koloniën en uit het buitenland.
- Afdeling XII: Huisvlijt als propagandamiddel voor de Volksbond.

### De tentoonstelling in beeld

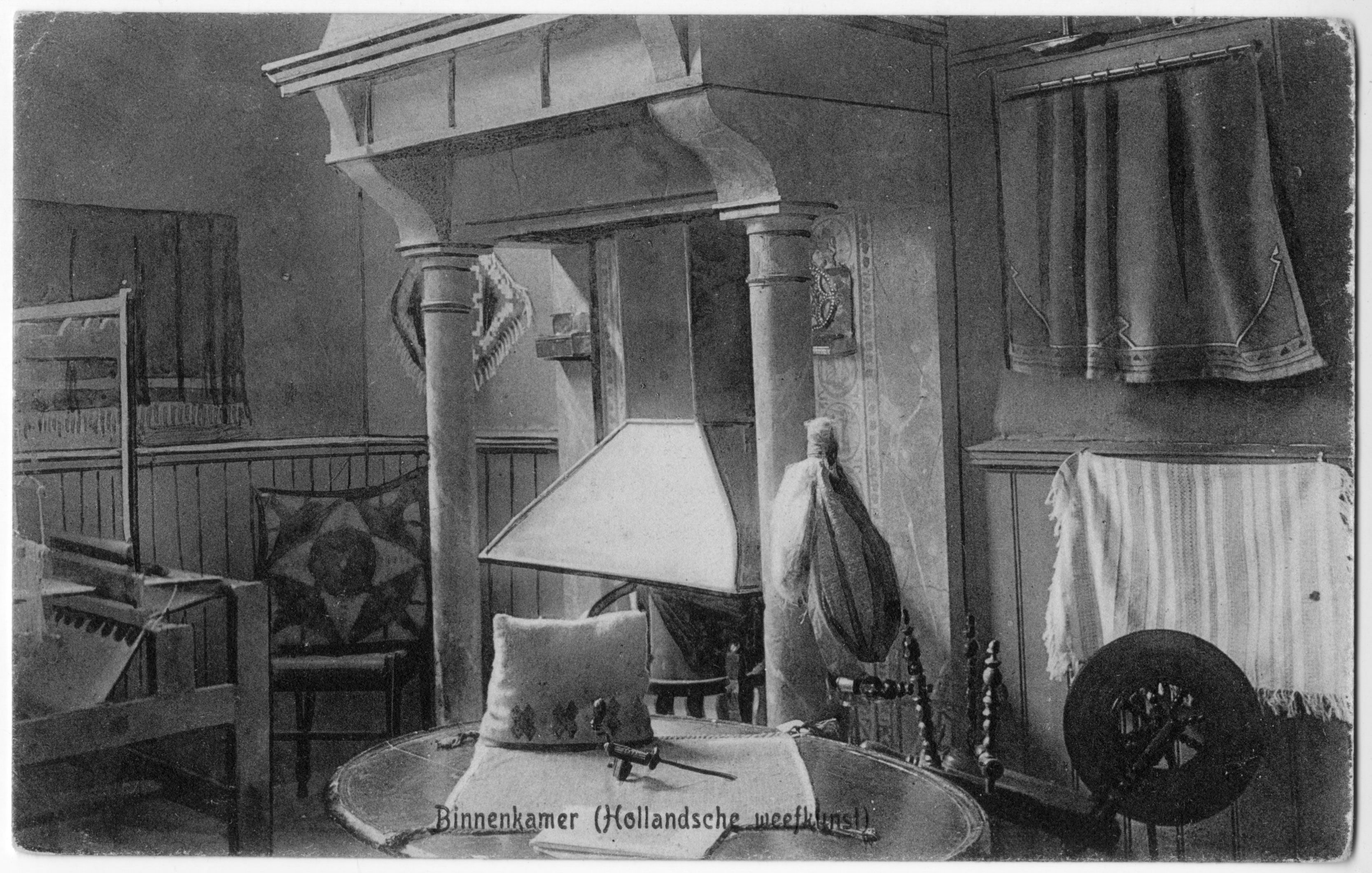
Binnenkamer met Hollandse weefkunst
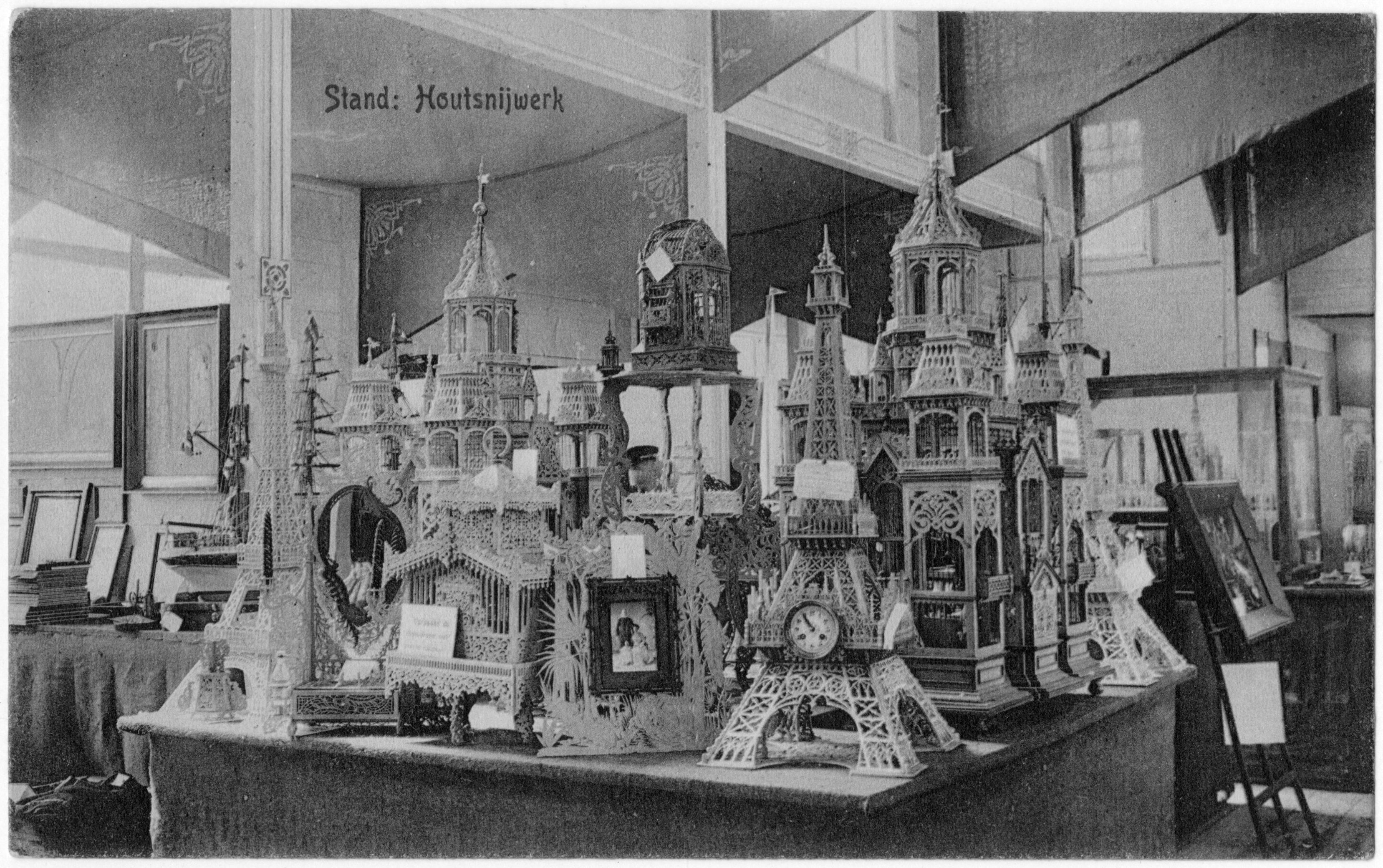
Houtsnijwerk
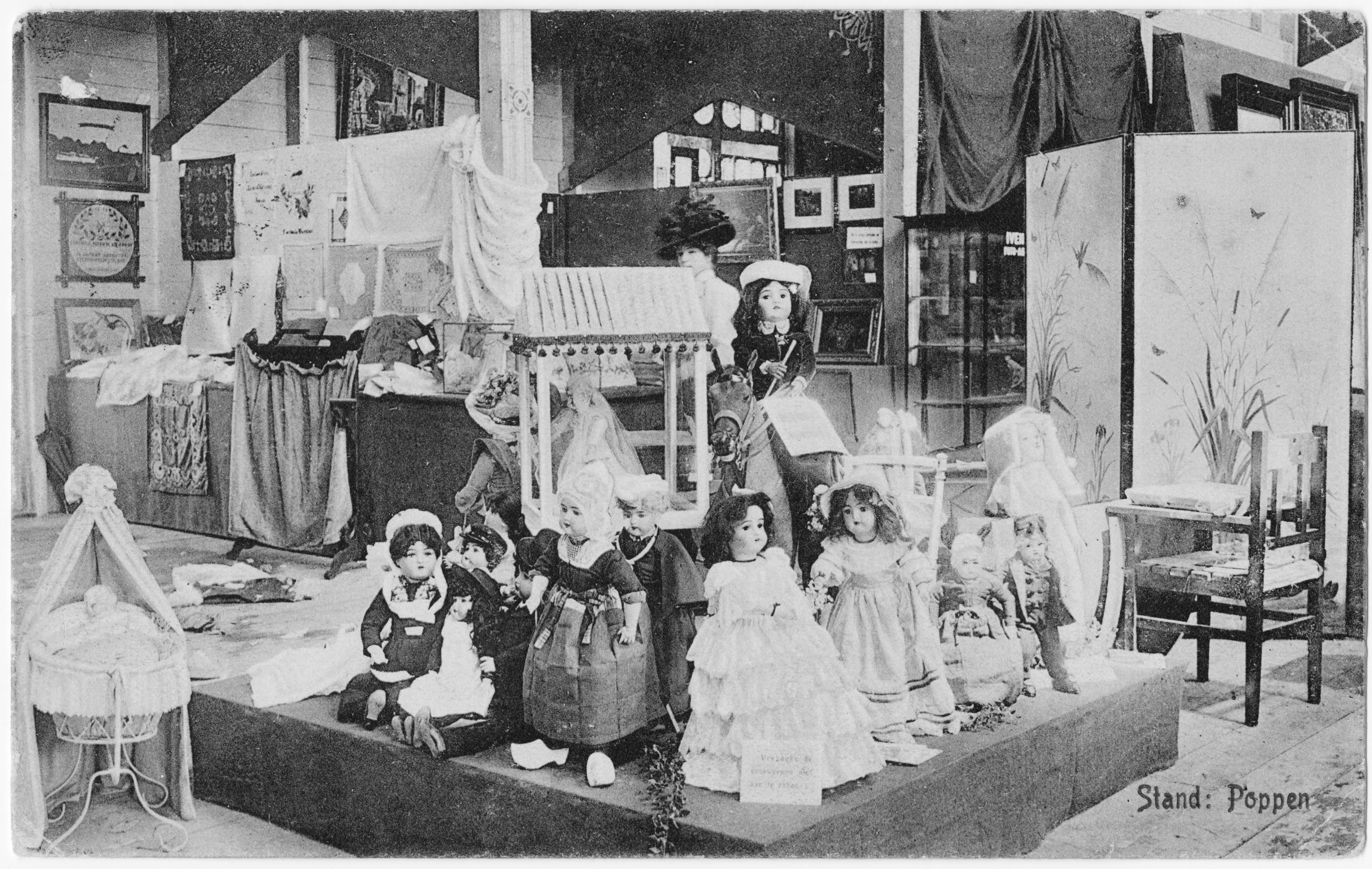
Poppen
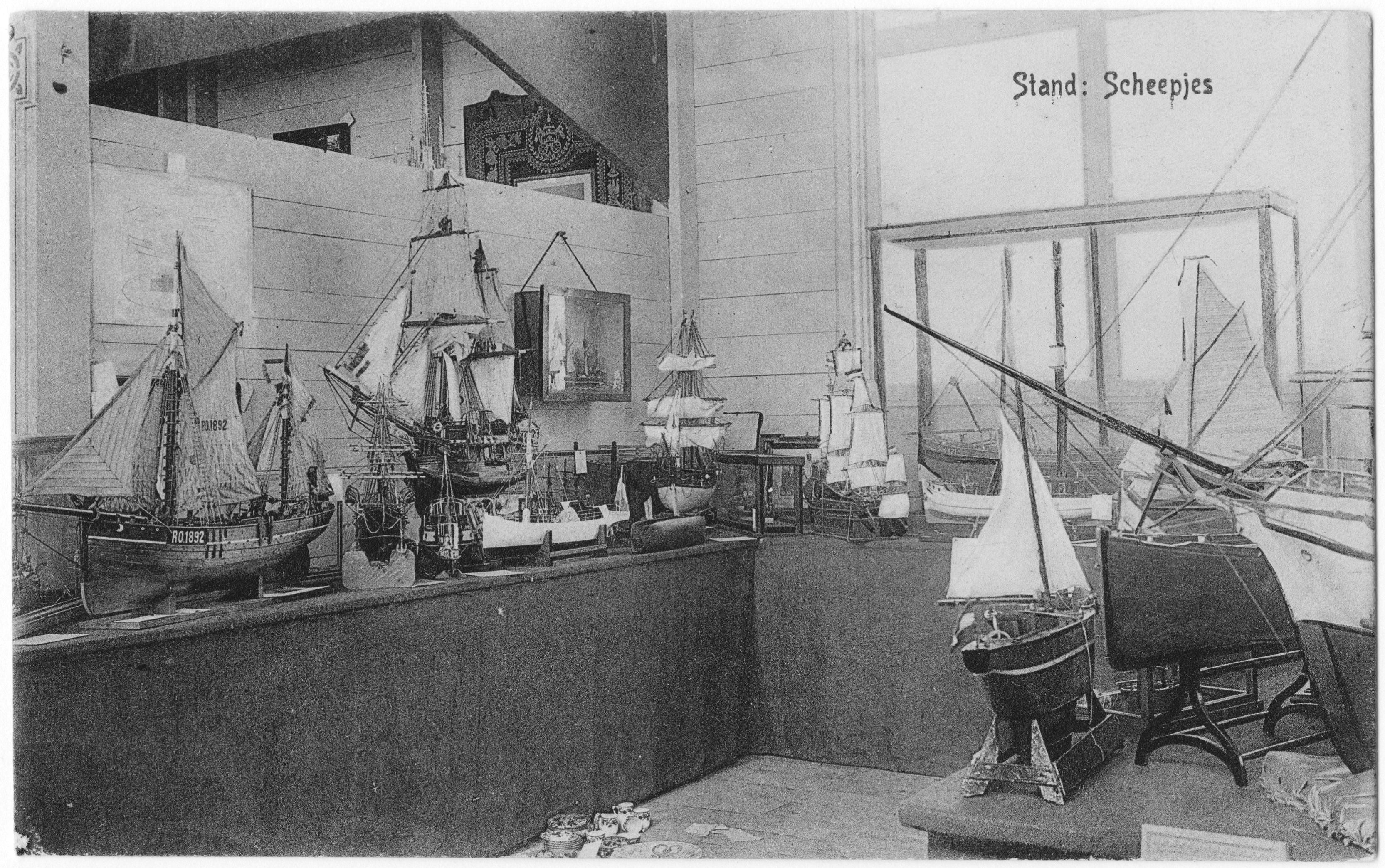
Scheepsmodellen
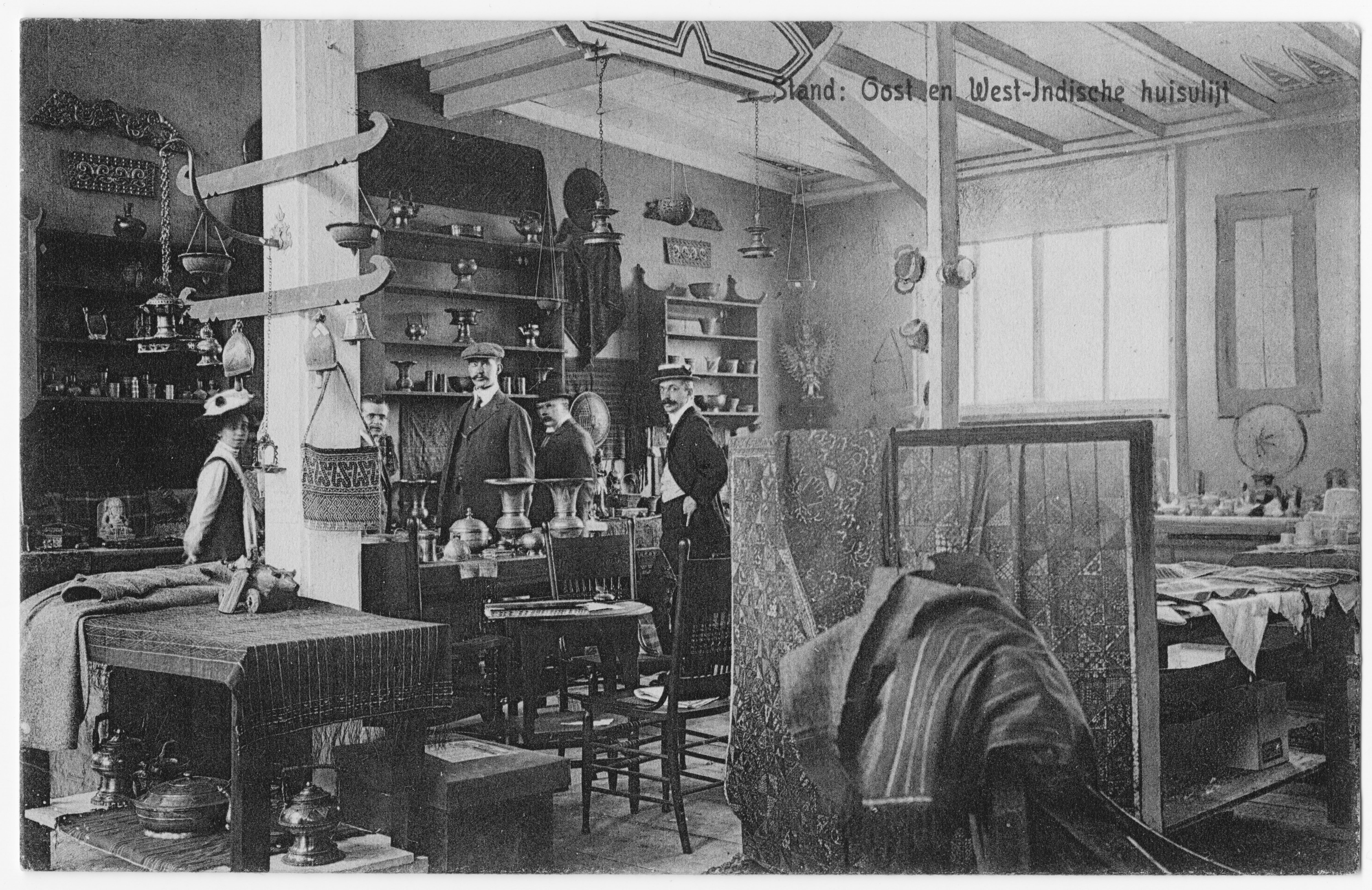
Oost- en West-Indische huisvlijt
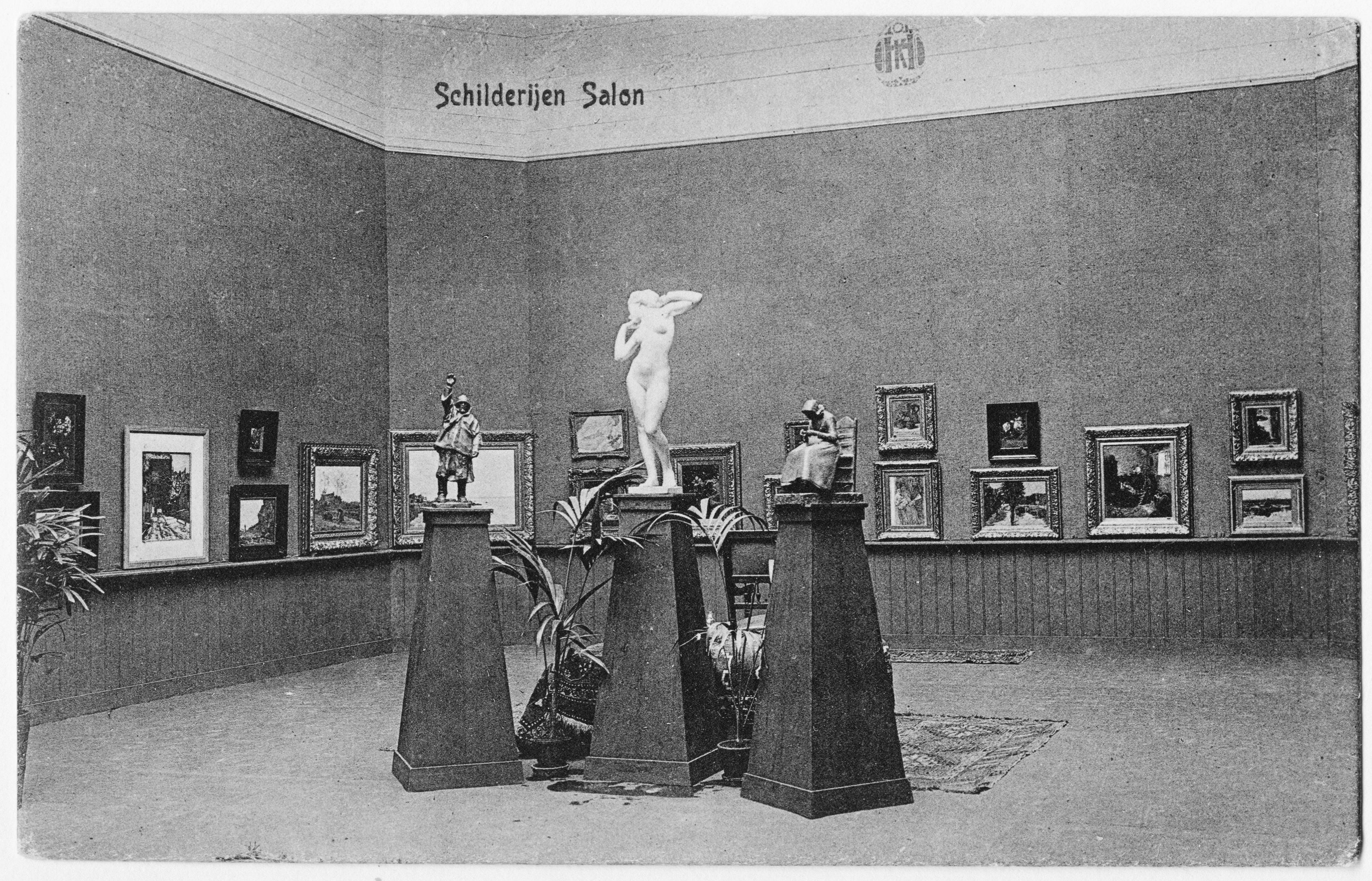
Schilderijensalon